# Čaščenje (sura)
Čaščenje (arabsko As-Sajda) je 32. sura (poglavje) v Koranu, ki jo sestavlja 30 ajatov (verzov). Je meška sura.
Med opravljanjem molitve (salata oz. namaza) pri tej suri verniki opravijo 3 ruku'jev (priklonov).